# Phryxe vinosa
Phryxe vinosa là một loài ruồi trong họ Tachinidae.